# Leucopogon
Leucopogon es un género con 150-160 especies de arbustos de plantas de flores pertenecientes a la familia Ericaceae, Fue anteriormente incluida en la familia Epacridaceae. Son nativos de Australia, Nueva Zelanda, Nueva Caledonia, oeste del  Pacífico y Malasia, con la mayor variedad en sudeste de Australia.

## Taxonomía
El género  fue descrito por Robert Brown y publicado en Prodromus Florae Novae Hollandiae 541. 1810. La especie tipo es: Leucopogon lanceolatus R. Br. 

## Especies seleccionadas
- Leucopogon amplexicaulis - Australia
- Leucopogon australis - Victoria, Tasmania
- Leucopogon collinus - Victoria, Tasmania
- Leucopogon confertus - Australia
- Leucopogon cryptanthus - Australia
- Leucopogon cuspidatus - Australia
- Leucopogon ericoides - Victoria, Tasmania
- Leucopogon exolasius - Australia
- Leucopogon fraseri - Nueva Zelanda
- Leucopogon gnaphalioides - Australia
- Leucopogon interruptus - Australia
- Leucopogon juniperinus - Australia
- Leucopogon lanceolatus - Australia to Tasmania
- Leucopogon marginatus - Australia
- Leucopogon microphyllus - Australia
- Leucopogon muticus - Australia
- Leucopogon nanum - Nueva Zelanda
- Leucopogon obtectus - Australia
- Leucopogon verticillatus - Australia
- Leucopogon virgatus - Tasmania